# Persoonia (geslacht)
Persoonia is een geslacht uit de familie Proteaceae. Het geslacht is vernoemd naar Christiaan Hendrik Persoon (1761-1836), een Zuid-Afrikaanse botanicus en mycoloog.
Het geslacht bestaat uit circa negentig soorten die endemisch zijn in Australië. Ze komen onder meer voor in New South Wales. Het zijn struiken en bomen. Een aantal soorten wordt als sierplant gekweekt.